# Maylis de Kerangal
Maylis de Kerangal (Boulogne, 1967. június 16. –) francia író,  Naissance d'un pont (A híd születése) című regényével 2010-ben elnyerte a Médicis-díjat, ezt követően regényei hazájában és külföldön is számos irodalmi díjat nyertek.
Naissance d'un pont (A híd születése) című regényével 2010-ben elnyerte a Médicis-díjat, ezt követően regényei hazájában és külföldön is számos irodalmi díjat nyertek. Munkáiért 2014-ben elnyerte a Francia Akadémia ajánlásával a Francia Intézet (L’ Institut de France) által adományozott Henri Gal irodalmi nagydíjat.

## Életútja
A déli kikötővárosban, Toulonban született – apja és nagyapja is hajóskapitány volt –, később az északi kikötővárosban Le Havre-ban nevelkedett és járt iskolába. Párizsban 1985–1990-ben történelmet, filozófiát és etnológiát tanult. Az 1990-es évek elején egy tengerészeti magazinnál dolgozott, majd 1996-ig a Gallimard kiadóvállalat munkatársa volt, ahol előbb idegenforgalmi kiadványokat szerkesztett, azután a gyermek- és ifjúsági részlegnél dolgozott. 1997-ben az Egyesült Államokba költözött, de a következő évben visszatért Franciaországba és egy évig a École des hautes études en sciences sociales-on (EHESS) képezte magát. 2004 és 2008 között dolgozott az Éditions du Baron Perché gyermekkönyvekre szakosodott kiadó szerkesztője volt, majd teljesen az írásnak szentelte magát.
Első regénye 2000-ben jelent meg (Je Marche sous un ciel de traîne). A Corniche Kennedy (2008) című könyvét a sajtó és a közönség is elismeréssel fogadta, több díjra is jelölték. A Marseille-ben játszódó regényben a kamaszkorról és annak szédületéről szól. A Kaliforniában játszódó Naissance d'un pont (A híd születése) című regénye (2010) hozta meg számára az első tekintélyes irodalmi díjat, a Medici-díjat. 2014-ben megjelent regénye, a Hozzuk rendbe az élőket (Réparer les vivants) zajos sikert aratott, a regény alapján készült azonos című francia filmet hazájában 2016-ban mutatták be.
Munkáiért 2014-ben elnyerte a Francia Akadémia ajánlásával a Francia Intézet (L’ Institut de France) által adományozott Henri Gal irodalmi nagydíjat.

## Könyvei
- Je marche sous un ciel de traîne, 2000
- La Vie voyageuse, 2003
- La Rue, 2005
- Ni fleurs ni couronnes, 2006
- Dans les rapides, 2007
- Corniche Kennedy, 2008
- Naissance d'un pont,2010 – (Egy híd születése), Médicis-díj
- Tangente vers l'est, 2012
- Réparer les vivants, 2014
- Un monde à portée de main, 2018
- Canoës, 2021
- Seyvoz, 2022

### Magyarul megjelent
- Hozzuk rendbe az élőket [Réparer les vivants], ford. Kiss Kornélia. Magvető, 2019.